# Berlare
Berlare è un comune belga situato nella regione delle Fiandre.